# École d'Art d'Almería
 (juillet 2025).
L'École d'Art d'Almería, anciennement connue sous le nom d'École des Arts Appliqués et Métiers Artistiques d'Almería, est un établissement éducatif situé dans la ville espagnole d'Almería. Elle occupe un bâtiment éclectique intégrant des éléments du classicisme et néogothiques, datant de la fin du XIXe siècles et du début du XXe siècle. Ce bâtiment fait partie du cloître de l'ancien couvent de Saint-Domingue, fondé en 1492 par les Rois Catholiques.

## Histoire
L'ancien couvent de Saint-Domingue a été supprimé à plusieurs reprises : en 1810 par les troupes napoléoniennes, en 1822 par le gouvernement constitutionnel, et définitivement en 1835 lors de la désamortisation de Mendizábal.
En 1841, le bâtiment est consacré à l'enseignement, entraînant d'importantes rénovations, tant à l'intérieur que sur les façades, dirigées par les architectes d'Almería Guillermo Langle et Trinidad Cuartara. Pendant la guerre d'Espagne, ses installations ont servi à la cause républicaine : les sous-sols abritaient la centrale télégraphique de la ville, les deux premiers étages étaient utilisés par les forces républicaines, et le dernier étage servait de logement pour les réfugiés venus de Málaga. De plus, ses portes restaient ouvertes pour offrir un abri pendant les bombardements. L'École des Arts s'est définitivement installée dans le bâtiment en 1951.
L'ancien claustro aujourd'hui fait les fois de cour intérieure. Edificado Probablement dans le siècle , a été remodelado pendant le XVIe siècles , en se concluant les oeuvres en 1728, et montre des détails gothiques et manieristas, plus blasones réels et du Mandat de Saint-Domingue.
L'ancien cloître du couvent, qui sert aujourd'hui de cour intérieure pour l'École d'Art d'Almería, est un élément architectural central du bâtiment. Probablement construit au XVe siècle, il a été remanié au XVIe siècles, avec des travaux conclus en 1728.
Le cloître présente un mélange de styles, alliant des détails gothiques et maniéristes, ainsi que des blasons royaux et ceux de l'Ordre de Saint-Dominique, témoignant de l'histoire et des influences religieuses et royales du site. 
Parmi les anciens élèves notables figurent des personnalités marquantes telles que  Federico García Lorca, Manuel García Ferré, Carlos López Rond et Joaquín Pérez Siquier,.

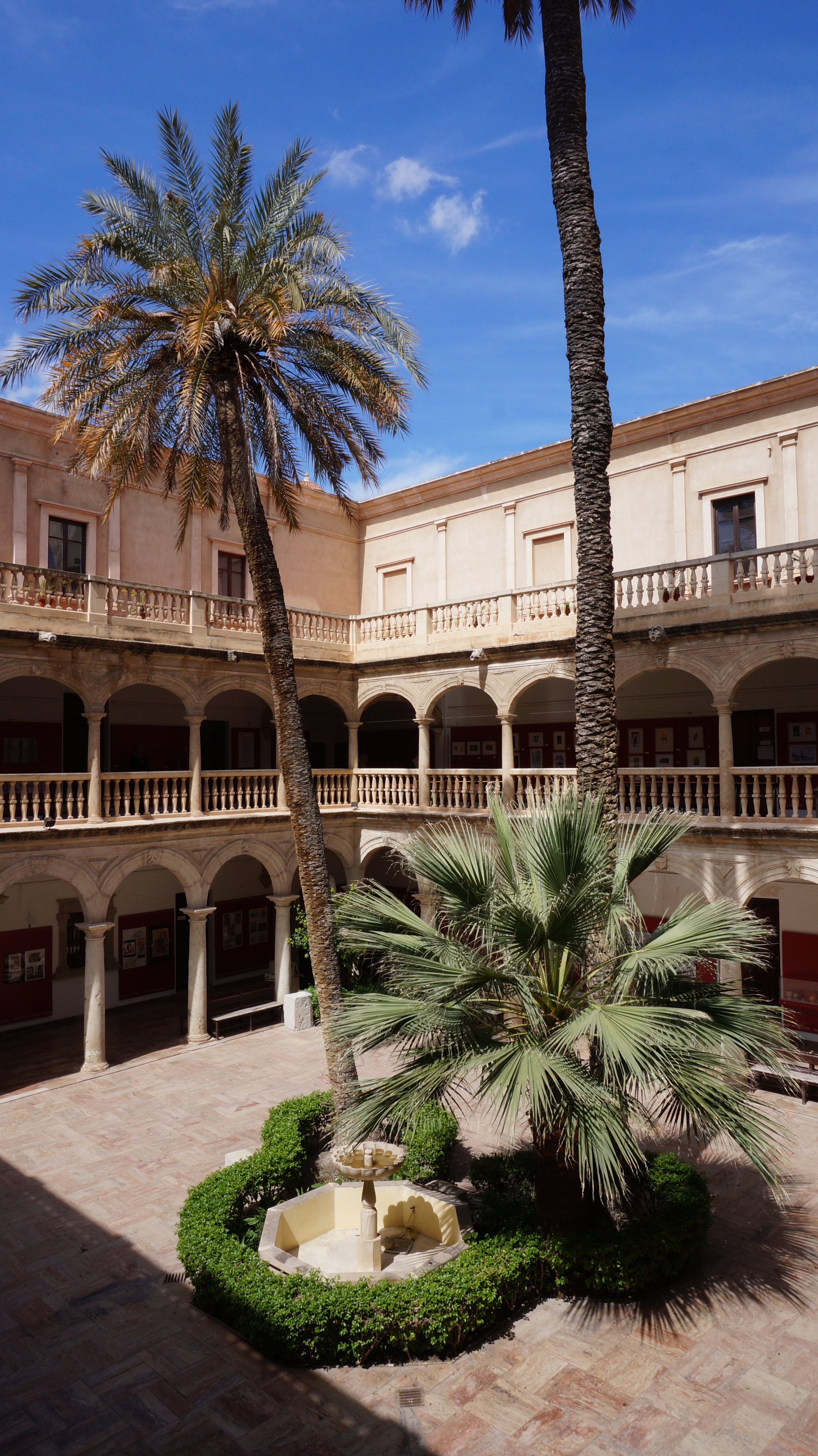
Cour de l'école

En 1989, une partie du film Indiana Jones et la Dernière Croisade, réalisé par Steven Spielberg, est tournée dans la cour de l'École d'Art d'Almería. Initialement, Spielberg souhaitait filmer une scène impliquant une Rolls-Royce Phantom II dans la célèbre Cour des Lions de l'Alhambra à Grenade. Cependant, les responsables du monument refusèrent de permettre l'entrée de la voiture, qui aurait nécessité un hélitreuillage.
De retour à Almería, où d'autres scènes du film étaient tournées, Spielberg découvrit la cour de l'École, qu'il trouva adaptée. Pour introduire le véhicule, une rampe en bois fut installée pour franchir les marches menant à la cour. Toutefois, la structure céda sous le poids du véhicule, endommageant trois marches. Ces dernières, réparées depuis, restent aujourd'hui d'une teinte légèrement différente des autres.
Il est rapporté que Spielberg aurait non seulement payé les réparations, mais également fait un don de 300 000 pesetas à l'école pour financer un voyage d'études.

## Offre éducative
- Degré supérieur
  - Enregistrement et techniques d'estampage
  - Graphisme publicitaire
  - Photographie
  - Modélisme de Vêtement
  - Céramique artistique
  - Meubles
  - Sculpture appliquée au Spectacle
  - Illustration
- Baccalauréat d'Arts
- Études supérieures design d'Intérieurs[5]